# Женское сердце
«Женское сердце» — девятый студийный альбом российской певицы Татьяны Булановой, выпущенный в 1998 году на лейбле Extraphone. Продюсером записи выступил Николай Тагрин, а большинство песен для альбома написали Олег Молчанов и Аркадий Славоросов, с которыми певица работала над двумя предыдущими пластинками.
В альбом также была включена песня «Не отрекаются любя» из репертуара Аллы Пугачёвой, Буланова записала её специально для новогоднего мюзикла «Старые песни о главном 3» 1997 года.

## Отзывы критиков
| Оценки критиков | Оценки критиков |
| Источник        | Оценка          |
| --------------- | --------------- |
| Живой звук      | [ 2 ]           |

Илья Кормильцев из газеты «Живой звук» отметил, что диск продолжает традицию своих предшественников: узнаваемый почерк Олега Попкова, всё те же печальные тексты и провинциальные танцы. По его мнению, все настолько мелодично, что, если убрать паузы между треками, получится одна длинная песня о дамочке-неудачнице, которая в этот раз не плачет, а танцует под модные звуки, сделанные не по велению сердца, а по хотению МТВ. Подводя итог он написал, что альбом подойдёт для дней рождения непьющей компании подростков под сладкое, когда уже можно поразмяться.

## Список композиций
| №   | Название                  | Длительность |
| --- | ------------------------- | ------------ |
| 1.  | «Пела я тебе»             | 3:30         |
| 2.  | «Не со мной»              | 4:05         |
| 3.  | «Карусель»                | 3:24         |
| 4.  | «Ангел-хранитель»         | 4:04         |
| 5.  | «Два кольца»              | 3:44         |
| 6.  | «Чужая свадьба»           | 3:47         |
| 7.  | «Закрой за любовью дверь» | 5:05         |
| 8.  | «Тили-тили тесто»         | 3:28         |
| 9.  | «Грива красного коня»     | 3:36         |
| 10. | «Не отрекаются любя»      | 3:42         |
| 11. | «Женское сердце»          | 2:55         |
| 12. | «Ледяное сердце»          | 4:26         |

## Участники записи
- Татьяна Буланова — вокал
- Олег Молчанов — музыка (1-3, 5, 6, 7-9, 11, 12)
- Игорь Зубков — музыка (4)
- Марк Минков — музыка (10)
- Аркадий Славоросов — слова (1, 3, 5, 6, 8, 9, 11, 12)
- Кирилл Крастошевский — слова (2)
- Константин Арсенев — слова (4)
- Вадим Цыганов — слова (7)
- Вероника Тушнова — слова (10)
- Вадим Володин — аранжировка, сведение
- Герман Ивашкевич — аранжировка
- Михаил Кулаков — аранжировка
- Игорь Жирнов — аранжировка, гитара
- Феликс Ильиных — аранжировка, гитара
- Юрий Моисеев — гитара
- Дима Рогозин — бас-гитара
- Маша Кац — бэк-вокал
- Самвел Оганесян — сведение
- PiTone Lab — мастеринг
- Александр Солдаткин — директор
- Николай Тагрин — продюсер
- Extraphone (Элла Сидорова) — дизайн

Сведения взяты из аннотации к альбому.